# Casualties of War (soundtrack)
Casualties of War is de originele soundtrack, gecomponeerd en gedirigeerd door Ennio Morricone voor de film Casualties of War uit 1989 van Brian De Palma. Het album werd uitgebracht in 1989 door Columbia Records.
De partituur werd uitgevoerd door de Unione Musicisti Di Roma, met de Italiaanse groep Trencito De Los Andes (Andes folk) op de panfluit. De muziek werd opgenomen in de Forum Studio in Rome en gemixt door geluidstechnicus Sergio Marcotulli.

## Tracklijst
Alle nummers geschreven door Ennio Morricone.

| 1.                 | Casualties of War       | 9:21 |
| 2.                 | Trapped in a Tunnel     | 4:37 |
| 3.                 | No Escape               | 7:02 |
| 4.                 | The Abduction           | 4:46 |
| 5.                 | No Hope                 | 2:28 |
| 6.                 | The Rape                | 3:58 |
| 7.                 | The Death of Oahn       | 2:30 |
| 8.                 | The Healing             | 2:13 |
| 9.                 | The Fragging            | 1:19 |
| 10.                | Waste Her               | 3:46 |
| 11.                | Elegy for a Dead Cherry | 1:14 |
| 12.                | Elegy for Brown         | 3:44 |
| Totale duur: 46:58 |                         |      |

## Prijzen en nominaties
| Jaar | Prijs         | Categorie        | Genomineerde(n) | Uitslag     |
| ---- | ------------- | ---------------- | --------------- | ----------- |
| 1990 | Golden Globes | Beste filmmuziek | Ennio Morricone | Genomineerd |